# Dziecięcy świat
Dziecięcy świat (jap. 誰も知らない Daremo shiranai) – japoński dramat filmowy z 2004 roku w reżyserii Hirokazu Koreedy. Zdjęcia kręcono w Tokio. Obraz wyróżniono nagrodą dla najlepszego aktora (nastoletni Yūya Yagira) na 57. MFF w Cannes.

## Obsada
- Yūya Yagira – Akira
- Ayu Kitaura – Kyoko
- Hiei Kimura – Shigeru
- Momoko Shimizu – Yuki
- Hanae Kan – Saki
- You – Keiko
- Kazumi Kushida – Yoshinaga
- Yukiko Okamoto – Eriko Yoshinaga
- Sei Hiraizumi – manager mini-marketu
- Ryo Kase – pracownik mini-marketu
- Yuichi Kimura – taksówkarz Sugihara
- Kenichi Endo – pracownik parlor pachinko
- Susumu Terajima – trener baseballu
- Takako Tate – kasjer w mini-markecie